# A Kung Wan
A Kung Wan (kinesiska: 阿公灣, 阿公湾) är en vik i Hongkong (Kina). Den ligger i den nordöstra delen av Hongkong.